# Quick Draw McGraw
Quick Draw McGraw – amerykański serial animowany wyprodukowany w 1959 roku przez studio Hanna-Barbera.
Serial był emitowany na kanale Boomerang.

## Fabuła
Serial opowiada o przygodach Quick Drawa McGrawa oraz jego przyjaciela o imieniu Babalouie.
Bohaterowie są kowbojami żyjącymi na Dzikim Zachodzie i zajmują się łapaniem przestępców i zamykaniu ich w więzieniu oraz pomagają ludziom w rozwiązywaniu ich problemów. 

## Bohaterowie
- Quick Draw McGraw (dosł. Szybki, Rosły Strzelec) – antropomorficzny, wysoki, biały koń. Jest kowbojem, lubiącym pracę szeryfa. Jest uznawanym na Dzikim Zachodzie oraz na Pampie bohaterem, dlatego często jest proszony o pomoc w schwytaniu przestępców, ale zdarzają się też inne roboty. Działa jako superbohater El Kabong, ma również syna Quick Drawa Juniora.
- Babalouie – antropomorficzny, niski, brązowy Osiołek. Również jest kowbojem. Przyjaciel Quick Drawa, jest jego pomocnikiem, a razem znają się już z czasów dzieciństwa. Ma trochę więcej rozumu w głowie od Quick Drawa, jednakże nie umie się przeciwstawić ani odmówić, dlatego czasami pada ofiarą nie do końca przemyślanych pomysłów Quick Drawa.
- El Kabong – pseudonim, pod którym Quick Draw McGraw działa, jako superbohater. Ubrany jest w czarną pelerynę, przepaskę na oczy i w pas z bronią, a jedyne, czym działa to gitara, (czasami też szpada) której używa krzycząc Kabong!!!. Pod tym pseudonimem działa również Quick Draw Junior. Bardziej szanowany od normalnego wcielenia.
- Quick Draw Junior McGraw – syn Quick Drawa, wręcz identyczny jak ojciec. Studiował w technikum we wschodniej Ameryce. Bardzo lubi rock. Działa jako następca El Kabonga, ale ukrywa to dla swojego bezpieczeństwa, tak więc o jego działalności jako superbohater nie wie nawet jego ojciec.
- Snaflepuss – mały, pomarańczowy pies Quick Drawa. Zrobiłby wszystko za psie chrupki, nieważne od kogo. Zazwyczaj kończą się jednak w decydującym momencie. Po zjedzeniu ciastka zachwyca się nim. Ma również synów, którzy również uwielbiają psie chrupki.

## Wersja polska
Opracowanie wersji polskiej: Start International Polska

Reżyseria: Marek Klimczuk

Dźwięk i montaż: 
- Sławomir Czwórnóg,
- Janusz Tokarzewski

Udział wzięli
- Arkadiusz Jakubik – Quick Draw McGraw
- Cezary Kwieciński – Babalouie
- Andrzej Chudy – Narrator
- Jacek Kopczyński – Snagglepuss
- Krzysztof Zakrzewski
- Mirosław Wieprzewski
- Jakub Szydłowski
- Robert Tondera
- Włodzimierz Bednarski
- Izabela Dąbrowska

i inni

## Spis odcinków
Odcinek Ali-Baba Looey został ocenzurowany w krajach całej Europy. Opowiada on o tym jak na biuro Quick Draw'a McGraw'a napadają Arabowie. Kontrowersje budziło to iż na ich szatach widniał półksiężyc. W latach 90 zmieniono także dialog w amerykańskiej wersji. Była w nim mowa o wojnie przed którą podobno dwóch arabów uciekło na dziki zachód. W czasach gdy tworzono serial taka wojna nie miała miejsca ale później pojawiły się spekulacje odnośnie do wojny iracko-irańskiej. W Polsce odcinek był wyemitowany jedynie w TVP2. Telewizja Boomerang zakazała jego emisji po wprowadzeniu polskojęzycznej wersji.
| N/o            | Polski tytuł                | Angielski tytuł           |
| -------------- | --------------------------- | ------------------------- |
|                |                             |                           |
| SERIA PIERWSZA |                             |                           |
|                |                             |                           |
| 01             | Szybka spluwa               | Scary Prairie             |
|                |                             |                           |
| 02             | Przebrany za niedobrego     | Bad Guys Disguise         |
|                |                             |                           |
| 03             | A sio Amigo                 | Scat, Scout, Scat         |
|                |                             |                           |
| 04             | Bracia Wstrętni             | Choo-Choo Chumps          |
|                |                             |                           |
| 05             | Z maską i bez maski         | Masking For Trouble       |
|                |                             |                           |
| 06             | Puma w owczej skórze        | Lamb Chopped              |
|                |                             |                           |
| 07             | Podwójna Beczka             | Double Barrel Double      |
|                |                             |                           |
| 08             | Parostatkiem tajny rejs     | Riverboat Shuffled        |
|                |                             |                           |
| 09             | Ogłuszony Desperado         | Dizzy Desperado           |
|                |                             |                           |
| 10             | Stróże prawa                | Sagebrush Brush           |
|                |                             |                           |
| 11             | Pieski pomocnik             | Bow-Wow Bandit            |
|                |                             |                           |
| 12             | Wszelki duch                | Six-Gun Spook             |
|                |                             |                           |
| 13             | Miejski cwaniaczek          | Slick City Slicker        |
|                |                             |                           |
| 14             | Złodziej bydła              | Cattle Battle Rattled     |
|                |                             |                           |
| 15             | Preriowy żarłok             | Doggone Prairie Dog       |
|                |                             |                           |
| 16             | El Kabong                   | El Kabong                 |
|                |                             |                           |
| 17             | To ja kanciarz              | Gun Gone Goons            |
|                |                             |                           |
| 18             | El Kabong znów atakuje      | El Kabong Strikes Again   |
|                |                             |                           |
| 19             | Skarb El Kabonga            | Treasure Of El Kabong     |
|                |                             |                           |
| 20             | Złoty gwóźdź                | Locomotive Loco           |
|                |                             |                           |
| 21             | Poskramiacz koników         | Bronco Bustin’ Boobs      |
|                |                             |                           |
| 22             | Lew kłamczuszek             | The Lyin’ Lion            |
|                |                             |                           |
| 23             | Gdzie drwa rąbią            | Chopping Spree            |
|                |                             |                           |
| 24             | Wio słoniku!                | Elephant Boy Oh Boy!      |
|                |                             |                           |
| 25             | Bycza historia              | Bull-Leave Me             |
|                |                             |                           |
| 26             | Fałszywy El Kabong          | Kabong Kabong’s Kabong    |
|                |                             |                           |
| SERIA DRUGA    |                             |                           |
|                |                             |                           |
| 27             | El Kabong i El Kazing       | El Kabong Meets El Kazing |
|                |                             |                           |
| 28             | Pancerny szeryf             | Bullet Proof Galoot       |
|                |                             |                           |
| 29             | O jednego za dużo           | Two Too Much              |
|                |                             |                           |
| 30             | Bliźniaczy problem          | Twin Troubles             |
|                |                             |                           |
| 31             |                             | Ali-Baba Looey            |
|                |                             |                           |
| 32             | Dziki Zachód i teatr        | Shooting Room Only        |
|                |                             |                           |
| 33             | Świrnięty kojot             | Yippee Coyote             |
|                |                             |                           |
| 34             | Kobieta bandyta             | Gun Shy Gal               |
|                |                             |                           |
| 35             | Kim jest El Kabong?         | Who Is El Kabong?         |
|                |                             |                           |
| 36             | Królik Skutera              | Scooter Rabbit            |
|                |                             |                           |
| 37             | Kurokrad                    | Talky Hawky               |
|                |                             |                           |
| 38             | Wydanie specjalne           | Extra Special Extra       |
|                |                             |                           |
| 39             | Młody El Kabong             | El Kabong Jr.             |
|                |                             |                           |
| SERIA TRZECIA  |                             |                           |
|                |                             |                           |
| 40             | El Kabong się myli          | El Kabong Was Wrong       |
|                |                             |                           |
| 41             | Dynamit Kabum               | Dynamite Fright           |
|                |                             |                           |
| 42             | Babbalui szeryfem           | Baba Bait                 |
|                |                             |                           |
| 43             | El Kabong w wielkim mieście | Big Town El Kabong        |
|                |                             |                           |
| 44             | Śmierdząca kopalnia         | Mine Your Manners         |
|                |                             |                           |
| 45             | Piętno El Kabonga           | The Mark Of El Kabong     |
|                |                             |                           |